# Toninho Cerezo
Antônio Carlos Cerezo, genannt Toninho Cerezo (* 21. April 1955 in Belo Horizonte, Brasilien), ist ein ehemaliger brasilianischer Fußballspieler und heutiger Fußballtrainer.

## Karriere

### Vereinskarriere
Toninho Cerezo begann seine Fußballerlaufbahn bei Atlético Mineiro in seiner Heimatstadt Belo Horizonte. Im Alter von 16 Jahren erhielt er 1972 seinen ersten Profivertrag und debütierte in der Série A. Doch in den folgenden Monaten kam er nicht häufig zum Einsatz. Daher ließ er sich zu Nacional FC, wo der Mann mit dem Schnurrbart zum Stammspieler reifte, ausleihen. 1974 kehrte er zu Atletico Mineiro zurück. Auch hier wurde er nun mit der Zeit ein wichtiger Bestandteil der Mannschaft. Siebenmal (1976 sowie von 1978 bis 1983) errang er die Staatsmeisterschaft von Minas Gerais, einmal die Staatsmeisterschaft von Amazonas. 1977 und 1980 wurde er zum besten, 1976 zum zweitbesten Spieler der Saison gewählt.
Nach diesen erfolgreichen Zeiten wagte Toninho Cerezo den Sprung ins Ausland, und zwar nach Italien. Dort wurde er vom AS Rom erworben. Mit Rom gewann er zweimal in den Jahren 1984 und 1986 den Pokal. In der Serie A absolvierte er von 1983 bis 1986 für die Giallorossi 70 Spiele und erzielte dabei 13 Tore. Höhepunkt war für Rom das Finale am 30. Mai 1984 im Europapokal der Landesmeister gegen den FC Liverpool. Mit Nationalmannschaftskollege Falcao endete das Endspiel 1:1 nach Verlängerung und im Elfmeterschießen setzte sich Liverpool mit 4:2 Toren durch. Danach schloss er sich von 1986 bis 1992 Sampdoria Genua an. In der Saison 1990/91 gewann er mit der Sampdoria unter Trainer Vujadin Boškov und dem Angriffsduo Gianluca Vialli und Roberto Mancini den „Scudetto“, die Meisterschaft. Zuvor gelang 1988 und 1989 der Erfolg im Pokal. Mit Genua war er am 10. Mai 1989 Finalist um den Europapokal der Pokalsieger. Als ein Jahr später, am 9. Mai 1990 in Göteborg, der EC-Triumph gegen den RSC Anderlecht glückte, war Cerezo verletzungsbedingt im Finale nicht dabei. Seinen letzten großen Auftritt mit Sampdoria hatte er am 20. Mai 1992 im Londoner Wembley-Stadion, als er das Endspiel um den Europapokal der Landesmeister gegen den FC Barcelona bestritt.
Toninho Cerezo spielte auf der Position des defensiven Mittelfeldspielers.

### Nationalmannschaft
Sein Debüt in der Brasilianischen Fußballnationalmannschaft gab der Mittelfeldspieler von Atletico Mineiro beim Länderspiel am 10. März 1977 in Rio de Janeiro gegen Kolumbien (6:0). Zu den Höhepunkten seiner Karriere in der Selecao zählten die zwei Teilnahmen an den WM-Turnieren 1978 in Argentinien und 1982 in Spanien. In Argentinien war er in den drei Gruppenspielen gegen Schweden (1:1), Spanien (0:0) und Österreich (1:0) im Einsatz. In der zweiten Finalrunde kamen die Spiele gegen Peru (3:0) und Polen (3:1) hinzu. Das Turnier endete mit dem Spiel um Platz 3 am 24. Juni in Buenos Aires gegen Italien mit einem 2:1-Erfolg. Wertvolle Mitspieler im Turnierverlauf waren Dirceu, Zico und Roberto Dinamite.
1980/81 nahm er an der „Mini-WM“ teil und wurde in jedem Spiel angesetzt. Brasilien setzte sich gegen Weltmeister Argentinien und Europameister Deutschland durch, unterlag aber im Finale gegen Uruguay.
Mit Trainer Telê Santana nahm Cerezo am WM-Turnier 1982 in Spanien teil. Im ersten Spiel gegen die Sowjetunion saß er noch auf der Bank, in den Gruppenspielen gegen Schottland (4:1) und gegen Neuseeland (4:0) gehörte er zur Startelf. In der Finalrunde gehörte er am 2. Juli in Barcelona zum Mittelfeld mit Sócrates, Falcão und Zico, das mit einem 3:1-Erfolg den Titelverteidiger Argentinien in die Schranken wies. Drei Tage später war die Enttäuschung umso größer, als Mittelstürmer Paolo Rossi in einer Sternstunde mit drei Treffern für Italien Brasilien durch die 2:3-Niederlage aus dem Turnier warf.

## Erfolge

### Als Spieler
Nacional
- Staatsmeisterschaft von Amazonas: 1974

Atlético Mineiro
- Staatsmeisterschaft von Minas Gerais: 1976, 1978, 1979, 1980, 1981, 1982, 1983
- Staatspokal von Minas Gerais: 1975, 1976, 1979
- Copa dos Campeões da Copa Brasil: 1978
- Copa Centenário de Belo Horizonte: 1997

Cruzeiro
- Staatsmeisterschaft von Minas Gerais: 1994

AS Rom
- Coppa Italia: 1983/84, 1985/86

Sampdoria
- Coppa Italia: 1987/88, 1988/89
- Europapokal der Pokalsieger: 1989/90
- Supercoppa Italiana: 1991
- Serie A: 1990/91

São Paulo
- Staatsmeisterschaft von São Paulo: 1992
- Copa Libertadores: 1993
- Weltpokal: 1992, 1993
- Supercopa Sudamericana: 1993
- Recopa Sudamericana: 1993
- Copa dos Campeões Mundiais: 1995

Auszeichnungen
- Bola de Ouro: 1977, 1980
- Bola de Prata: 1976, 1977, 1980
- FIFA Auswahlmannschaft (Reserve): 1979 Spiel gegen Argentinien[2]
- AS Rom Hall of Fame: 2016[3]

### Als Trainer
Kashima Antlers
- J1 League: 2000, 2001
- Kaiserpokal: 2000
- J.League Cup: 2000, 2002
- Copa Suruga Bank: 2013

Al-Shabab
- UAE Pro League: 2007/08

## Verweise